# ニール・トラヴィス
ハーバート・ニール・トラヴィス（Herbert Neil Travis, 1936年10月12日 - 2012年3月28日）は、アメリカ合衆国の編集技師である。

## 人物
1970年から2007年までに28本のフィーチャー映画に編集者としてクレジットされた。テレビミニシリーズ『ルーツ』（1977年）、映画『ダンス・ウィズ・ウルブズ』（1990年）で知られる。
カリフォルニア州ロサンゼルスで生まれ、カリフォルニア大学ロサンゼルス校で映画・舞台芸術の学士号を取得した。

## フィルモグラフィ
- The Traveling Executioner (1970)
- 11人のカウボーイ The Cowboys (1972)
- ジョーズ2 Jaws 2 (1978)
- ホットスタッフ Hot Stuff (1979)
- Die Laughing (1980)
- Nights at O'Rear's (1980)
- The Idolmaker (1980)
- Nobody's Perfekt (1981)
- パワフル・エイミーの裏表私生活 Second Thoughts (1983)
- クジョー Cujo (1983)
- フィラデルフィア・エクスペリメント The Philadelphia Experiment (1984)
- 目撃者マリー Marie (1985)
- 追いつめられて No Way Out (1987)
- カクテル Cocktail (1988)
- ダンス・ウィズ・ウルブズ Dances with Wolves (1990)
- 幸せの向う側 Deceived (1991)
- パトリオット・ゲーム Patriot Games (1992)
- ボッパ! Bopha! (1993)
- 今そこにある危機 Clear and Present Danger (1994)
- アウトブレイク Outbreak (1995)
- モル・フランダース Moll Flanders (1996)
- ザ・ワイルド The Edge (1997)
- グッドナイト・ムーン Stepmom (1998)
- アンドリューNDR114 Bicentennial Man (1999)
- スパイダー Along Came a Spider (2001)
- トータル・フィアーズ The Sum of All Fears (2002)
- ターミネーター3 Terminator 3: Rise of the Machines  (2003)
- シャッフル Premonition (2007)